# Хазін Михайло Леонідович
Михайло Леонідович Хазін (рос. Михаи́л Леони́дович Ха́зин; нар. 5 травня 1962, Москва, РРФСР, СРСР) — російський статистик, аналітик, публіцист, політолог, блогер, теле- і радіоведучий, колишній чиновник адміністрації президента РФ, відомий своїми шовіністськими заявами щодо України. Член Вищої ради Міжнародного євразійського руху, постійний член «Ізборського клубу». 
У серпні 2015 року СБУ внесла Хазіна до Переліку осіб, що створюють загрозу національній безпеці України.

## Висловлювання про Україну
| Прихід Трампа ситуацію змінив. Трамп за регіоналізацію світу і в рамках регіоналізації Україна відходить в нашу сферу впливу. Це інша ситуація. Далі все залежить від того, що ми хочемо. Ми хочемо зберегти Україну цілою, але лояльною Росії. Тоді потрібно повертати Донбас зі зміною керівництва в Києві... Далі починається контрпропаганда. Населення насправді не в захваті там. Так, там є, грубо кажучи, кілька мільйонів чоловік, яких не можна виправити. Ну їх потрібно частково ліквідувати, а частково — вигнати[2]. |
| Приход Трампа ситуацию изменил. Трамп за регионализацию мира и в рамках регионализации Украина отходит в нашу сферу влияния. Это другая ситуация. Картина повинна бути наступною. Новоросія, тобто вся територія від Харкова до Одеської області. Це може бути Запорізька, Дніпропетровська, в загальному, все. Новоросія повинна увійти в Росію областями з повною денацифікацією, деукраїнізацією. З повною забороною використання українського шрифту, українських текстів, передач українською мовою, викладання українською. Коротше кажучи — повністю. А Київ і північна частина України від Сум до Києва, Чернігова і так далі повинні стати аграрною державою[2]. |

## Санкції
У серпні 2015 року СБУ внесла Хазіна до списку діячів культури, дії яких створюють загрозу національній безпеці України.
15 січня 2023 року, через вторгнення Росії в Україну, внесений до списку санкцій України, передбачається блокування активів на території країни, припинення виконання економічних і фінансових зобов'язань, припинення культурних обмінів і співпраці, позбавлення українських держнагород.